# Ungdomsfilm
Ungdomsfilm (også kaldet teenagerfilm) er en filmgenre, hvor plottet er baseret på teenagerenes specielle interesser, som coming of age, første kærlighed, oprør, konflikter med forældre og teenageangst. Film af denne genre foregår ofte på gymnasier (eller amerikanske high schools), eller indeholder karakterer der er i
gymnasiealderen. Seksuelle temaer er også typiske, så vel som nøgenhed og grove former for humor. Ikke overraskende, er genren især populære blandt teenagere og unge voksne, der bedre kan relatere til emnet end det ældre publikum.
Genren kan spores tilbage til "beach"-film fra 1950'erne og 1960'erne, som Gidget-filmserien. Genren tilegnede sig mere troværdighed i 1980'erne, ved tilsynekomsten af manuskriptforfatter/instruktøren John Hughes. Hans arv af ungdomsfilm (der inkluderede The Breakfast Club, Pretty in Pink, and Sixteen Candles) viste sig at være populære ikke kun hos publikum, men også hos kritikerne.
Ungdomsfilmenes nøgleord inkluderer fester, alkohol, ulovlige stoffer, gymnasier (high schools), at miste sin mødom, forhold, sociale grupper og dansk/amerikansk pop/hiphop-kultur.